# Avenida Balta (Chiclayo)
La avenida José Balta es una de las principales avenidas de la ciudad de Chiclayo, en el Perú. Se extiende de sur a norte en los distritos de Chiclayo y José Leonardo Ortiz, atravesando gran parte del centro histórico. En sus primeras cuadras se destaca por ser un importante eje comercial.

## Galería

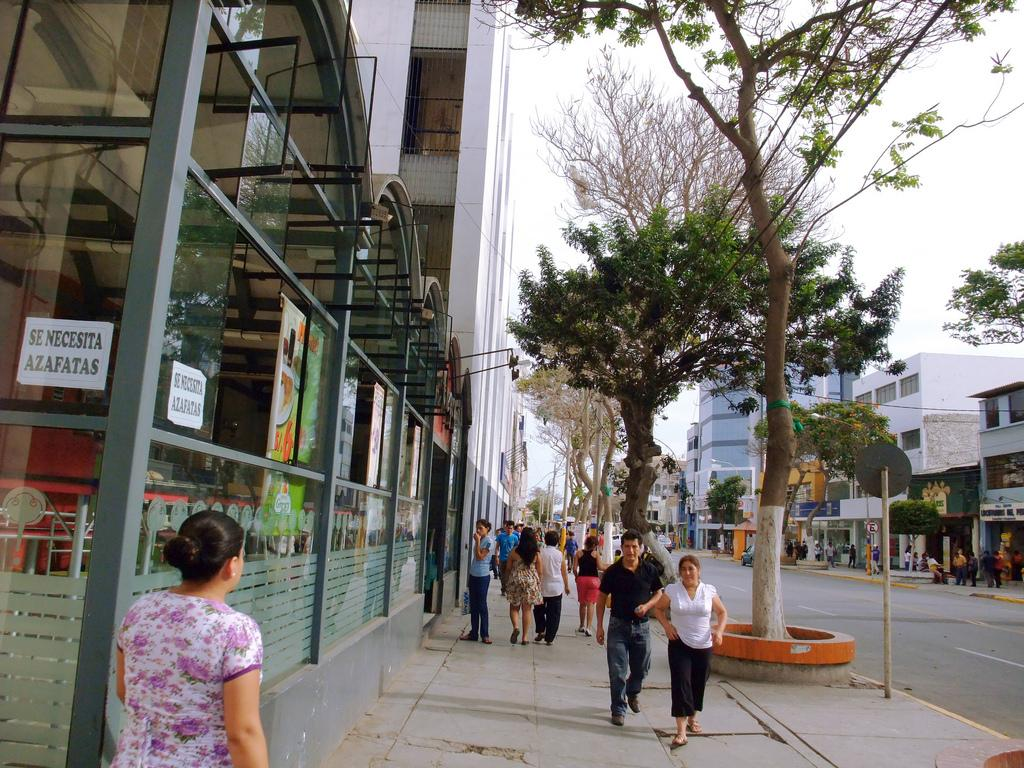

## Recorrido
Se inicia en el Paseo de las Musas.